# Рідинний лазер
Рідинний лазер — лазер в якому активним середовищем є рідина. Практичне застосування мають два типи рідинних лазерів, що суттєво відрізняються один від одного і доповняють одне одного за властивостями випромінювання.

## На барвниках
Рідинні лазери на барвниках допускають неперервне перенастроювання довжини хвилі λ випромінювання. При зміні барвників вони можуть генерувати λ від 320 до 1260 нм, як в неперервному так і в імпульсному режимах. Здатність до перенастроювання обумовлена широкими електронно-коливними смугами спектрів молекул

## На неорганічних рідинах
Рідинні лазери, що працюють на неорганічних рідинах (як в імпульсному так і в неперервному режимах) переважають твердотільні лазери по питомій потужності, оскільки при тій же концентрації активних речовин вони допускають ефективне охолодження робочого тіла шляхом його прокачування через резонатор і теплообмінник. В існуючих рідинних лазерах на неорганічних рідинах активними речовинами є рідкісноземельні елементи (найчастіше Nd3+), що входять до складу рідкого люмінофора. Люмінофор являє собою суміш хлороксиду (POCl3, SOCl2, SeOCl2) з кислотою Льюїса (SnCl4, ZrCl та ін.). Наприклад, в рідинному лазері на люмінофорі POCl3—SnCl4—Nd іон Nd3+ оточений 8 атомами O, що входять до складу POCl3.
Світло накачки поглинають іонами Nd3+, що володіють широкими смугами поглинання. Великі часи життя метастабільних рівнів Nd3+ дозволяють досягнути порогу генерації. Розроблені також рідинні лазери де ці іони входять як активна добавка в рідкі хлориди Al, Ga, Zr та ін., або їх суміші. Властивості рідинних лазерів з іонами Nd3+ є проміжними між властивостями твердотільних неодимових лазерів на склі і на кристалах. Їхні особливості визначаються властивостями іонів Nd3+, які працюють за чотирирівневою схемою. При накачуванні з основного стану іонів Nd3+ (рівень 4I9/2) в їхні інтенсивні смуги поглинання в областях довжин хвиль 0,58; 0,74; 0,8 і 0,9 мкм вони внаслідок безвипромінювальної релаксації швидко переходять на метастабільний рівень 4F3/2. Генерація зазвичай відбувається при переходах з рівня 4F3/2 на рівень 4I9/2 «піднятий» над основним рівнем приблизно на 2000 см−1 і тому практично ненаселений. Це визначає малий поріг генерації і відносно великий ККД (3-5 %). Енергія генерації ≥ 1 кДж, потужність у безперервному режимі і в режимі повторюваних імпульсів> > 1 кВт. Це визначає сферу застосування таких рідинних лазерів: лазерна технологія, медицина, накачування інших лазерів і т. д.

## Недоліки
Основний недолік, властивий всім рідинним лазерам — відносно мала спрямованість випромінювання (велика розбіжність). Застосуванням активної корекції або методів обернення хвильового фронту можна усунути цей недолік.